# Elaphoglossum paulistanum
Elaphoglossum paulistanum är en träjonväxtart som beskrevs av Eduard Rosenstock. Elaphoglossum paulistanum ingår i släktet Elaphoglossum och familjen Dryopteridaceae. Inga underarter finns listade.